# Keizerpalts Goslar
De Keizerpalts van Goslar is de middeleeuwse verblijfplaats van de keizers van het Heilige Roomse Rijk in de Duitse stad Goslar, gelegen in het Harzgebergte. Het is het grootste en best bewaarde wereldlijke gebouw uit de 11e eeuw in Duitsland. De keizerpalts is onderdeel van de historische binnenstad van Goslar die op de Werelderfgoedlijst van de UNESCO is opgenomen.

## Geschiedenis
Op de plek van de palts stond oorspronkelijk waarschijnlijk een koninklijk jachtslot. In 1005 werd de eerste palts gebouwd door de latere keizer Hendrik II. De huidige palts werd tussen 1040 en 1050 gebouwd in opdracht van de latere keizer Hendrik III. Het romaanse gebouw is 54 meter breed en 18 meter diep en bevat twee grote zalen verdeeld over twee verdiepingen.
Aan de zuidzijde grenst aan de keizerpalts de 12e-eeuwse Ulrichskapelle. Deze paltskapel heeft een plattegrond met de vorm van een Grieks kruis. Midden in de kapel staat de sarcofaag van Hendrik III, die alleen zijn hart bevat. De rest van zijn lichaam is in de dom van Speyer begraven. Hendrik III schonk ook een 'gouden' (waarschijnlijk vergulde) reliekbuste van Sint-Servaas aan de paltskapel, maar deze is in de 17e eeuw verloren gegaan.
Gedurende 200 jaar vonden er in de keizerpalts vele rijksdagen plaats. In 1253 was Willem II van Holland de laatste Rooms koning die in de palts verbleef. In 1289 brandde het bouwwerk volledig uit en na het herstel kwam het bouwwerk in het bezit van de stad Goslar. In de volgende eeuwen werd het maar spaarzaam gebruikt en verviel het langzaam tot een ruïne.
Tussen 1868 en 1875 werd het historiserend gerestaureerd. Onder invloed van de opbloeiende vaderlandsliefde onder de toenmalige keizer Willem I werd het interieur bijvoorbeeld overdadig gedecoreerd met romantische muurschilderingen met voorstellingen van de heldendaden van de middeleeuwse Rooms-Duitse keizers door Hermann Wislicenus. Het hoogtepunt van deze decoraties vormde de schildering van de apotheose van het keizerdom, waar Willem I, Frederik III en Bismarck zich af lieten beelden als de natuurlijke opvolgers van de middeleeuwse keizers. 

## Huidig gebruik
De palts is in gebruik als museum met een tentoonstelling over het ambulante keizerschap. Het gebouw herbergt de originele bronzen keizerstroon uit de tweede helft van de elfde eeuw. Samen met de troon van Karel de Grote in Aken is dit de enige bewaard gebleven middeleeuwse troon van een Rooms-Duitse keizer.
- Gemeinsame Normdatei: 4419345-2
- Library of Congress Control Number: sh97003413
- Nationale Bibliotheek van Israël: 987007292326905171
- Virtual International Authority File: 246267883
- WorldCat: E39PBJfmtrhbrrwcYwcyKjTPwC